# 国家植物园 (爱尔兰)
国家植物园（Garraithe Náisiúnta na Luais）位于爱尔兰都柏林西北方约5公里处。其占地面积19.5公顷，位于Glasnevin墓地与托尔卡河间的冲积平原。
国家植物园由都柏林学会（之后的皇家都柏林学会）成立于1975年。其内种植着约两万种植物，并保存着数万份植物标本。